# 第一次特朗普总统任期
第一次川普总统任期，亦稱為第一次川普政府，自2017年1月20日开始执政，唐納·川普於當日宣誓就職為第45任美国总统，同時迈克·彭斯也同步就任第48任美国副总统。来自纽约的共和党人特朗普在2016年总统选举中击败民主党提名人希拉里·克林顿后上任。就职后，他成为美国历史上第一位没有公职或军事背景的总统。在2020年总统选举中，他在第一个任期后输给了前民主党副总统乔·拜登，结束了他的第一个总统任期。
特朗普试图废除《平价医疗法案》，但没有成功，但撤销了个人授权。他寻求大幅削减包括医疗保险和医疗补助在内的主要福利计划的支出。特朗普签署了2017年《减税和就业法案》，并部分废除了《多德-弗兰克法案》。他任命尼尔·戈尔萨奇、布雷特·卡瓦诺和艾米·科尼·巴雷特为最高法院法官。特朗普推翻了许多环境法规，退出了关于气候变化的《巴黎协定》，并签署了《美国户外活动法案》，但后来发布了一项行政命令，以削弱其影响。他签署了旨在改革联邦监狱的《第一步法案》。他颁布了关税，引发了中国、加拿大、墨西哥和欧盟的报复性关税。他退出了跨太平洋伙伴关系谈判，并签署了《美墨加协定》，这是《北美自由贸易协定》的继承者，但变化不大。特朗普监督了所有总统中第三大联邦赤字增长；在特朗普执政期，由于支出增加和减税，赤字大幅增加。
从2018年开始，特朗普对在美墨边境被捕的移民实施了一项有争议的家庭分离政策。他要求联邦为边境墙提供资金，这导致了美国政府历史上最长的停摆。他部署了联邦执法部队，以应对2020年的种族动荡。特朗普的“美国优先”外交政策的特点是单方面行动，无视传统规范和盟友。他的政府向沙特阿拉伯进行了大规模的武器销售；拒绝几个穆斯林占多数国家的公民进入美国；承认耶路撒冷为以色列的首都；并斡旋了《亚伯拉罕协议》，这是以色列和阿拉伯国家之间的一系列正常化协议。特朗普从叙利亚北部撤出美军，允许土耳其占领该地区。他的政府与塔利班达成了有条件的协议，于2021年从阿富汗撤军。特朗普三次会见了朝鲜领导人金正恩。他退出了美国伊朗核协议，后来下令暗杀卡塞姆·苏莱曼尼将军，加剧了波斯湾的紧张局势。
特朗普试图向乌克兰施压，要求其宣布对他的政治对手乔·拜登进行调查，这引发了众议院于2019年12月18日的首次弹劾，但他于2020年2月5日被参议院宣布无罪释放。特朗普对新冠肺炎疫情的反应缓慢，在信息传递中忽视或反驳了卫生官员的许多建议，并宣扬了关于未经证实的治疗方法和测试可用性的错误信息。
在2020年总统选举中输给拜登后，特朗普提出了未经证实的广泛选举舞弊的指控，并发起了一场大规模的运动来推翻结果。在2021年1月6日的一次集会上，特朗普敦促他的支持者游行到国会大厦，国会正在统计选举人票，以正式宣布拜登的胜利。其后一群特朗普支持者冲进国会大厦而暂停计票，并导致副总统迈克·彭斯和其他国会议员撤离。1月13日，众议院以煽动叛乱为由，开始了以前所未有的第二次弹劾特朗普，但他在2月13日离任后再次被参议院宣告无罪。
特朗普于2024年美國總統選舉当选赢得第二个非连续任期，并于2025年1月20日宣誓就职为第47任总统，开始了他的第二个总统任期。

## 2016年总统选举

2016年选举人团投票结果

2015年6月16日，唐纳德·特朗普在特朗普大厦官邸正式宣布竞选2016年共和党总统候选人提名。2016年5月，特朗普在共和党总统初选后赢得多数代表的支持，从而成为共和党推定的总统候选人。特朗普选择印第安纳州州长迈克·彭斯作为他的竞选搭档，并在2016年共和党全国代表大会正式被提名为共和党候选人。
由于民主党总统巴拉克·奥巴马任期届满，民主党提名前国务卿希拉里·克林顿为总统候选人、弗吉尼亚州联邦参议员蒂姆·凯恩为副总统候选人。
2016年11月9日凌晨，即大选的第二天，特朗普就被推定赢得威斯康星州，从而获得足够的选举人票确保总统职位，成为美国当选总统。特朗普以304张选举人票赢得总统大选，而希拉里获得227张，但希拉里在全国普选中赢得了多数，比特朗普多出近290万张选票。特朗普因此成为第五位在普选中失利后赢得总统职位的人。选举人票于2017年1月6日认证。在同时举行的国会选举中，共和党在众议院和参议院都保持多数席位，众议院议长保罗·瑞安和参议院多数党领袖米奇·麦康奈尔均留任。

## 过渡

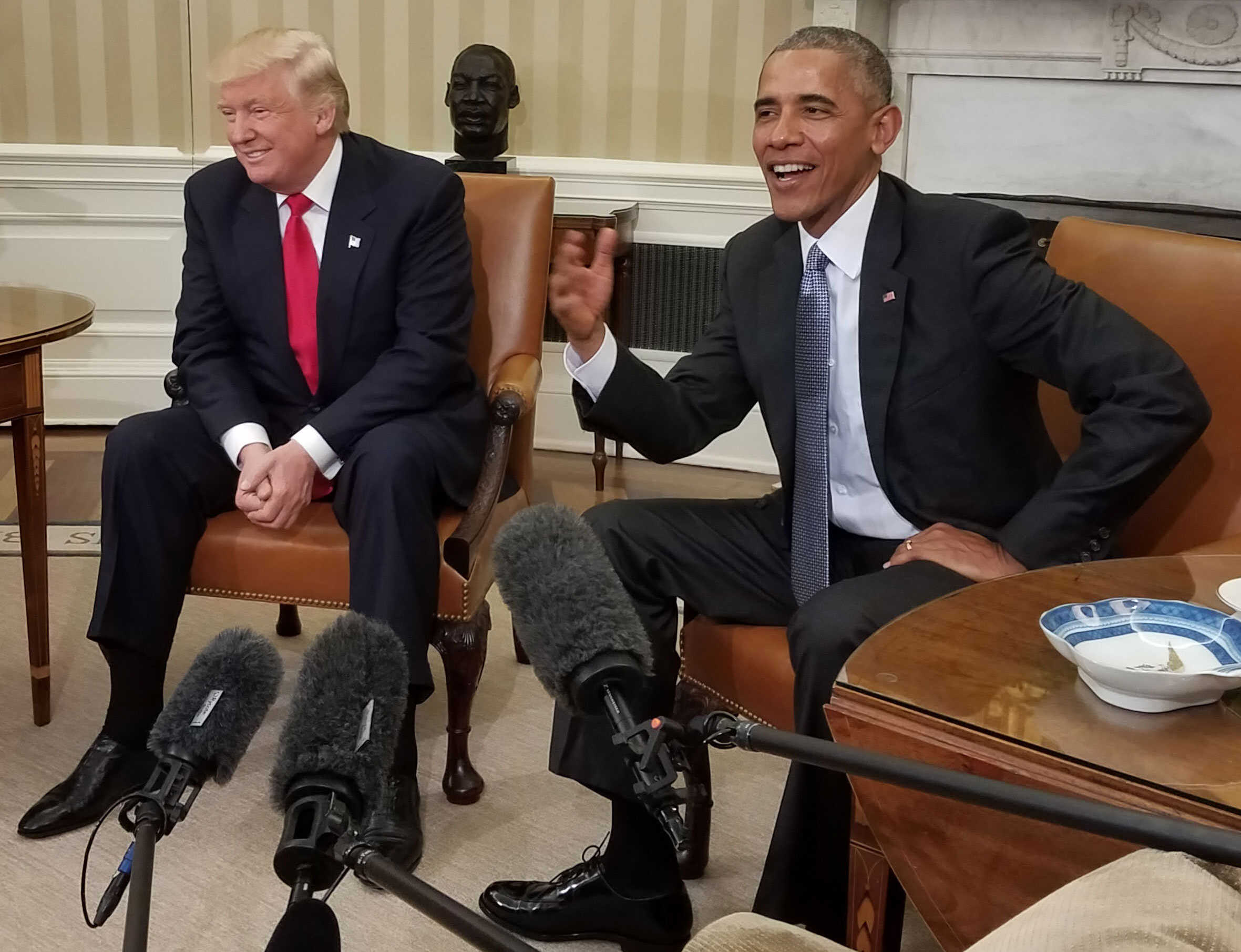
2016年11月10日，即将卸任的总统巴拉克·奥巴马和当选总统唐纳德·特朗普在椭圆形办公室

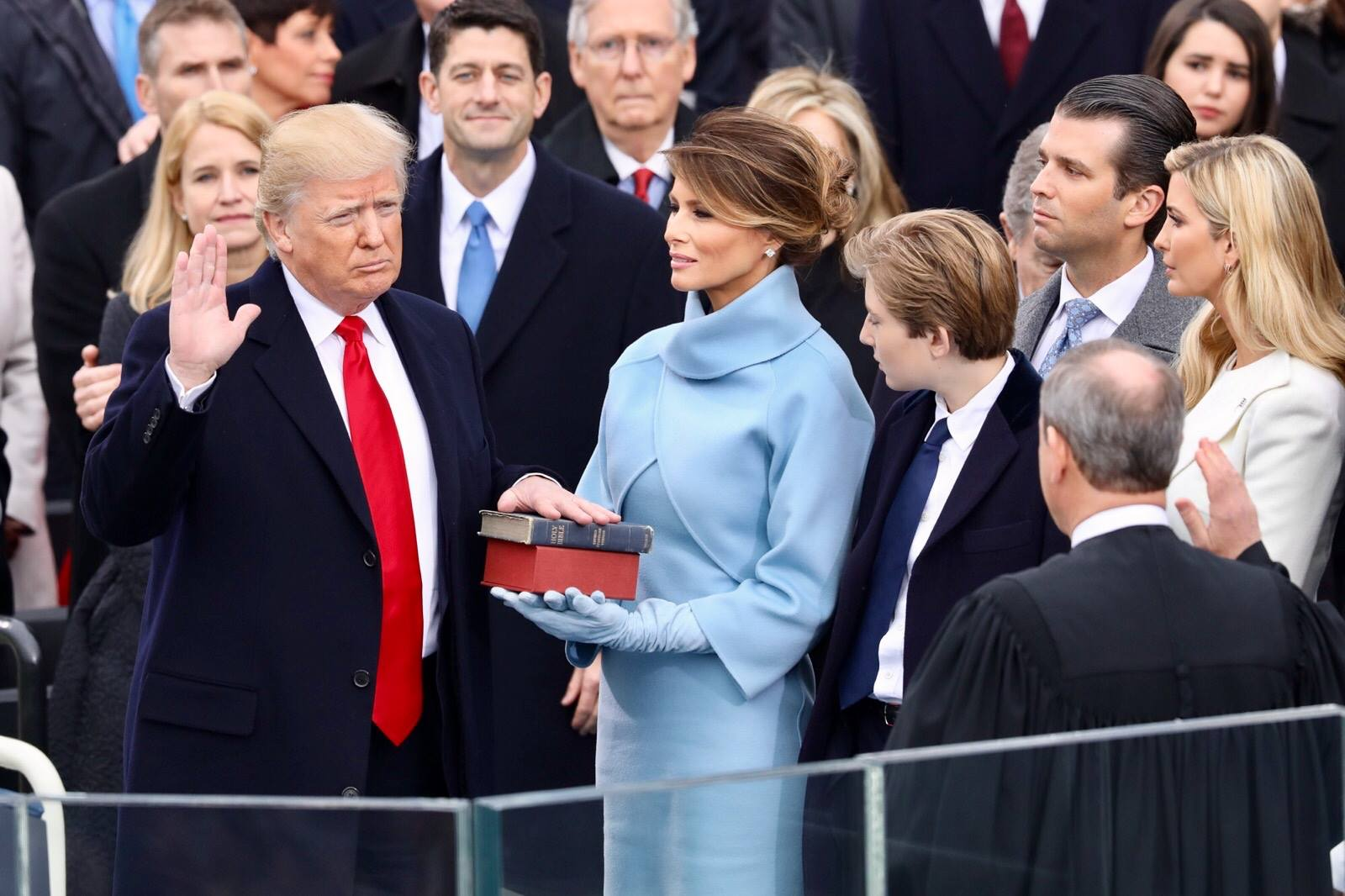
2017年1月20日，首席大法官约翰·罗伯茨在国会大厦为特朗普主持总统就职宣誓

总统过渡期是在特朗普赢得2016年美国总统大选后开始的，尽管特朗普早在2016年8月就已选择比尔·哈格蒂开始筹划过渡期。在过渡期间，特朗普宣布了内阁和政府的提名。
特朗普于2017年1月20日就职，接替巴拉克·奥巴马担任总统。他由首席大法官约翰·罗伯茨主持宣誓就职。在17分钟的就职演说中，特朗普描绘了一幅当代美国的黑暗画面，承诺要结束由城市犯罪造成的“美国大屠杀”，并表示美国的“财富、实力和信心已经因海外就业机会的流失而消散”。他宣布他的战略是“美国优先”。美国历史上规模最大的单日抗议活动“妇女游行”于他就职典礼的第二天举行，其动机是对特朗普及其政策和观点的反对。

## 政府

### 总统
美國總統是美國的國家元首、政府首腦和三軍統帥，根據1787年通過的美國憲法而設立，行使憲法賦予的行政權，領導內閣和聯邦行政部門。總統每屆任期4年，連選連任不得多於2次，由選舉人團間接選舉產生。

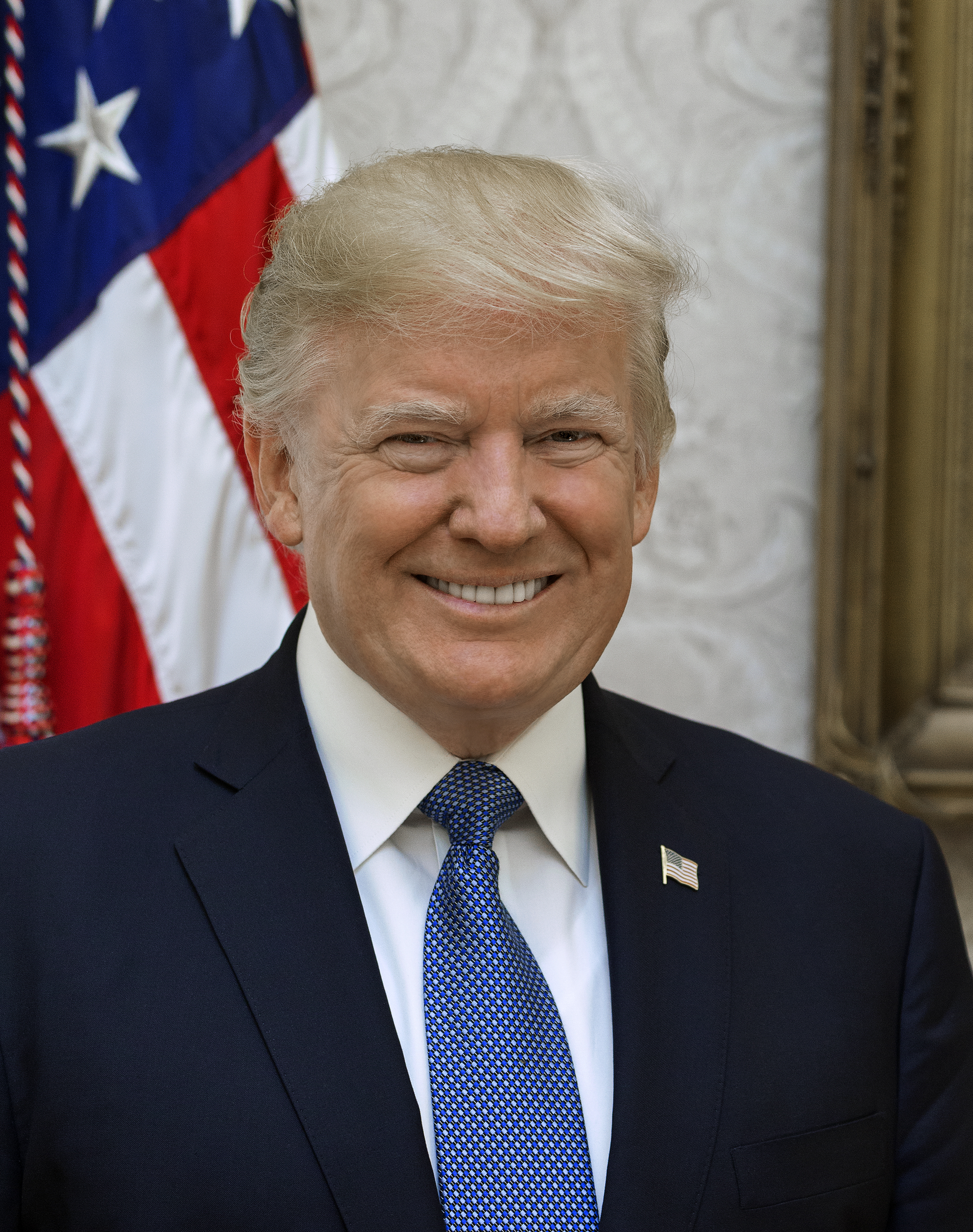
唐納·川普總統

### 人员
特朗普政府的特点是人员流动率创历史新高，尤其是白宫工作人员。截至 2018 年初，白宫高级职位的人员流动率达到 43%。本届政府在头两年半的人员流动率比前五任总统整个任期的人员流动率还要高。
截至2019年10月，特朗普任命的政治官员中，有十分之一曾是说客；在担任总统不到三年的时间里，特朗普任命的说客数量是其前任巴拉克·奥巴马执政前六年任命的说客数量的四倍多
特朗普的内阁包括担任司法部长的前阿拉巴马州参议员杰夫·塞申斯、担任财政部长的银行家史蒂夫·姆努钦、担任国防部长的退役海军陆战队将军詹姆斯·马蒂斯，以及担任国务卿的埃克森美孚公司首席执行官雷克斯·蒂勒森。特朗普还聘请了在总统竞选期间反对他的政客，如担任住房和城市发展部部长的神经外科医生本·卡森与担任驻联合国大使的南卡罗来纳州州长妮基·黑利。

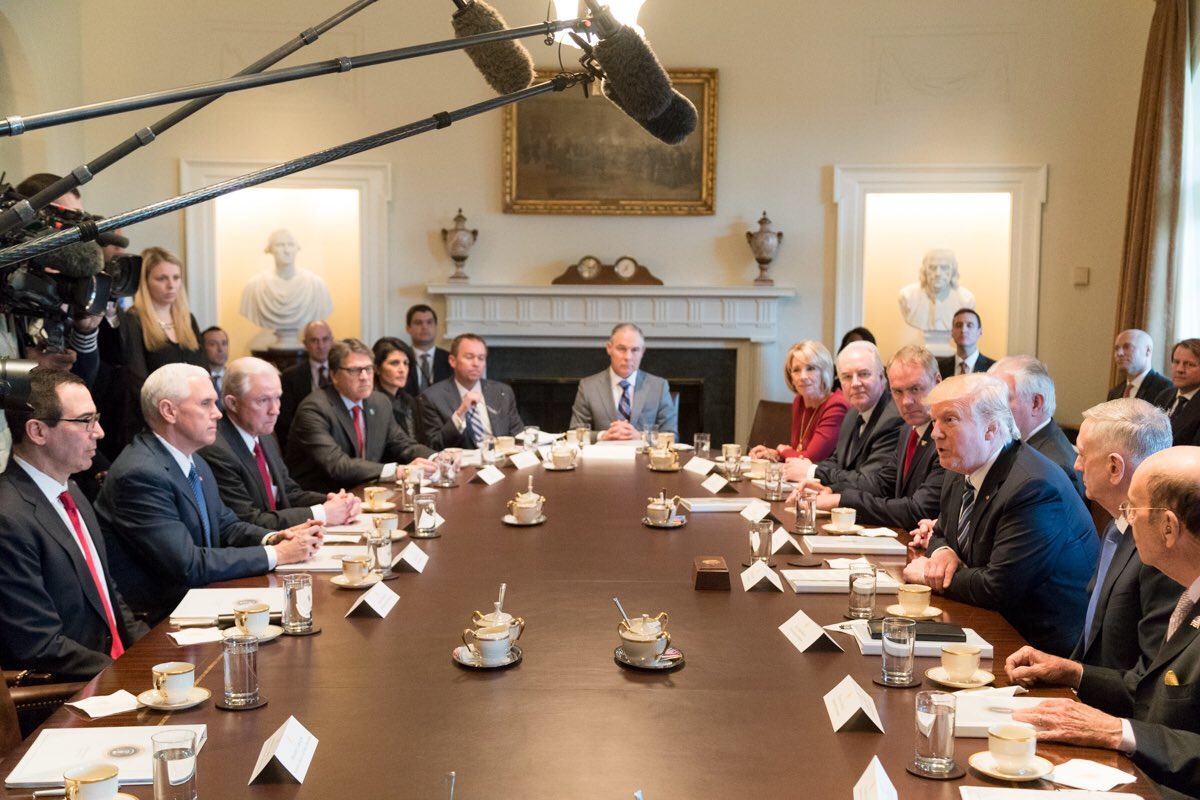
2017年3月，美国内阁会议